# سیارک ۲۲۰۴۱۸
سیارک ۲۲۰۴۱۸ (به انگلیسی: 220418 Golovyno، نامگذاری:2003SL221)۲۲۰۴۱۸مین سیارک کشف شده‌است که در ۲۳ سپتامبر ۲۰۰۳ کشف شد.